# Götz Gliemeroth
Götz Gliemeroth (Gottinga, 21 ottobre 1943) è un militare tedesco.
Nel 1963 è entrato a far parte della Bundeswehr come paracadutista e dopo l'addestramento per diventare un ufficiale di stato maggiore assumendo tutti gli incarichi di commando necessari.
È stato nominato comandante del 352º battaglione di fanteria meccanizzata (GE) con sede a Mellrichstadt , poi 5 ° (GE), brigata di fanteria meccanizzata a Homburg / Efze. Divenne quindi capo della divisione del personale dell'esercito amministrativo, prima di essere ordinato nella 7ª divisione corazzata (GE), che comprende il comando del III distretto di Düsseldorf. Prima di assumere il suo incarico il 21 marzo 2001, era il comandante generale del II (GE) Ulm Corps. Ha assunto la carica di comandante dell'ISAF preceduto dal suo connazionale, il tenente generale Norbert van Heyst.
| Controllo di autorità | VIAF (EN) 4807148037709188350007 · GND (DE) 1119563623 |